# 8097 Yamanishi
A 8097 Yamanishi (ideiglenes jelöléssel 1993 RE) a Naprendszer kisbolygóövében található aszteroida. Endate Kin és Vatanabe Kazuró fedezte fel 1993. szeptember 12-én.